# Xã Woodstock, Quận Schuyler, Illinois
Xã Woodstock (tiếng Anh: Woodstock Township) là một xã thuộc quận Schuyler, tiểu bang Illinois, Hoa Kỳ. Năm 2010, dân số của xã này là 388 người.